# Eupetinus sculptus
Eupetinus sculptus är en skalbaggsart som beskrevs av Scott 1908. Eupetinus sculptus ingår i släktet Eupetinus och familjen glansbaggar.

## Underarter
Arten delas in i följande underarter:
- E. s. sculptus
- E. s. parcus